# 塾一久
塾 一久（じゅく いっきゅう、1950年7月12日 - ）は、日本の俳優、声優。石川県羽咋郡富来町（現在：石川県羽咋郡志賀町）生まれ、茨城県稲敷郡阿見町育ち。ケンユウオフィス所属。
本名及び旧芸名は熟田 一久（じゅくた かずひさ）、旧芸名は熟田 一久（じゅくた いっきゅう）。

## 経歴

### 生い立ち
小学生の頃に海外ドラマの吹き替えに感心し、テレビ時代劇『隠密剣士』などを見て「将来はテレビに出る人になりたい」と思った。役者に憧れて、高校時代は演劇部に所属して俳優や歌手の物まねをしたり、文化祭で発表したりしていた。「テレビや映画で活躍するには、演劇の基礎から本格的に勉強しなければ」と思い、日本大学芸術学部に進学しようと考えていた。しかし父に反対され受けさせてくれず、1年後にやっと認めてくれたため、同大学芸術学部演劇学科に進学。
進学後、4年生の時に劇団を色々受ける予定であった。しかし3年生の時に「文学座は入団するの難しい」という話を聞いて、「じゃあ、今年受けてみよう!ダメだったら来年考えよう」と文学座の試験を受けたところ合格。1973年に文学座研究所に入所。当初両親は「堅実な道を」と猛反対していたが、文学座に合格していた頃には応援者になったという。

### キャリア
24歳の時に『天守物語』で初舞台。
1978年に文学座の座員となる。一つ上の先輩に松田優作、同期に中村雅俊、本田博太郎、藤田三保子がいる。
俳優としての大きな転機は二つあり、一つ目は、24歳の時に文学座で演出家の木村光一と出会ったことであり、木村に育ててくれたといっても良いくらい、色々な舞台に出演していた。二つ目は、蜷川幸雄の舞台『オディプス王』でコロスの長老と神官役を演じていたことで、その縁から蜷川の演出する色々な舞台に出演していた。木村と蜷川という二大演出家の舞台に出演したのが誇りだという。
その後も多くの公演に出演して着々とキャリアを積んできたが、生活のため40歳の頃まで居酒屋、レストラン、肉体労働などのアルバイトを続けていたという。
その後、「やっぱりテレビに出たい」という気持ちがあり、テレビドラマ、声優の仕事を始める。劇団の舞台や公演があるとその期間は収録ができないため、俳優と声優を同時に続けるのは中々大変だったという。当初は「声だけで演技をするってどうなんだろう」と思っていたが、声優業を開始したところ「ひょっとして、全く同じ役なら、舞台で演じるより、声優でやるほうがよっぽど難しいぞ」と思ったという。
語りの会「いっきゅう組」主宰。シナリオクラブのメンター。
以前はマウスプロモーションに所属していた。

## 人物

### 特色・役柄
声種はバリトンテノール。優しい柔らかい声を持つ。方言は茨城弁。
声優、俳優の仕事を続けて楽しかったことは「感動した」、「面白かった」と大きな拍手を貰った時であった。舞台の「泣きのシーン」で、会場からすすり泣きが聞こえてくると、演じているほうも気持ちが高まり、人物に「感動を与えられた」と思えた時は嬉しく「ああこの芝居やっててよかったな」と思った。声優では、出来上がった作品の評判が良かった時が嬉しく、吹き替えの時に海外の俳優を見ながら、「日本にはこんなタイプの役者いないなあ」と思ったり、様々なことを勉強したりできるのも楽しいという。元気であれば死ぬまでできる仕事のため、2012年時点では演じて楽しいことから、声が出る限り仕事を続けていきたいという。
辛かったことはたとえ好きな仕事であろうとも、やりたいことを常にやれるわけではないため、「自分はこの役をやりたいのに、やらせてもらえない」というジレンマに苦しむことだという。ただし、2012年時点でも役者を辞めないのは、好きでやっているため、仕事自体が楽しくてしょうがないからだという。配役に違和感を持っても「どうせ仕事をやるんなら、楽しくやろう、いいものにしよう」と気持ちで行うと、どんどん楽しくなっていくという。また、様々な役を演じることで、だんだん仕事の幅が増えていくという。

### エピソード
舞台で失敗したエピソードについては、「でとちり」で王と兵士のシーンで「これから〇〇をお呼びします」と言われてから自分が舞台上に出ていく予定だったが、間違えてその前に出てきてしまったという。その時は上川隆也が王様役で、「え、なんでいるの」と怪訝な顔をされ、塾自身も困ってしまったという。舞台の袖に戻ろうとしても、袖のドアが閉まっており開けられず、止むを得ず舞台端の暗い所に寄って目立たないようにしていた。その後、芝居は何事もなかったように進み、改めて呼ばれた時に隅の暗いところから出ていた。この出来事については「肝が縮む思い」「なんとも言えないむず痒い思い」と回顧している。
セリフを忘れた時は、話の流れが壊れないように、自分でなんとかしてうまく進めたり、他の役者に助けてもらったりしている。ただし、「セリフを忘れた時は演技に自信を持てていない時」と語っている。研修生時代、三島由紀夫の『鹿鳴館』を公演した時、公演が始まる前に病気で一週間稽古を休まざるを得ず、回復して稽古ができるようになったが、本番までは数日しかなく本番を迎え、「大丈夫だろうか、ちゃんとできるだろうか」と不安であった。舞台に出演した瞬間、足が震えてセリフがポーン!と飛んでしまった。その時は長セリフで「さあどうするか」と焦っていた。一切アドリブできないセリフで、言っても突っかかってしまい、「ようし、こうなったらセリフが出てくるまで何度でも言いなおしてやろう」と腹をくくり覚悟を決めたその瞬間、セリフが出てきたという。
若い頃は短時間で丸暗記できたが、2010年時点では前後の流れを考えながら体を通して覚えていくため、多少時間は掛かるようになったという。
アルバイトと縁が切れた15年ほど前に東京都から実家の阿見町に帰郷して、2010年時点では家族と過ごす時間も増えたという。

### 趣味・嗜好
趣味・特技は殺陣、釣り、競馬。
好みの作品ジャンルについては、悲しくて深刻だが笑えるところもあるドラマが好きであり、地人会で20年以上再演され続けた作品で木村光一演出の『はなれ瞽女おりん』を挙げている。そのため、笑いのイメージが強いものの、作品によっては人情物や泣かせる話もある落語も好きだという。

## 出演（俳優）

### テレビドラマ
- 見わたせば二人
- 花の生涯（1974年、日本テレビ）
- 俺たちの勲章 第11話「鞄を持った女」（1975年、日本テレビ） - 洋服店の店員
- 俺たちの旅 第6話「男の人生には色んな事があるのです」（1975年、日本テレビ）
- Gメン'75（TBS）
  - 第27話「東京－札幌 刑事の道」（1975年）
  - 第99話「安楽死」（1977年） - 亀田繁夫
- 俺たちの祭（1977年、日本テレビ） - 木村忠彦
- 毛利元就（1977年、NHK） - 伊香具房明
- ご存知!女ねずみ小僧（1977年、フジテレビ系）
- ゆうひが丘の総理大臣 第16話「友情って何でしょう?」（1978年、日本テレビ / ユニオン映画）
- 翔べ! 必殺うらごろし 第11話「人形が泣いて愛する人を呼んだ」（1979年、朝日放送） - 石井剛三
- ザ・サスペンス / 消えたスクールバス・園児集団蒸発（1982年、TBS / 大映テレビ）
- 太陽にほえろ!（テレビ朝日 / 東宝）
  - 第515話「生いたち」（1982年）
  - 第569話「ホームラン」（1983年）
- 若き血に燃ゆる〜福沢諭吉と明治の群像（1984年、テレビ東京）
- 温泉仲居物語 陽春旅路篇（1988年、テレビ東京）
- 土曜ワイド劇場（テレビ朝日）
  - 辻真先の婚約旅行殺人事件シリーズ・1「北海道婚約旅行殺人事件」（1985年）
  - 私を抱いて!レインボーブリッジに佇む女!!（1994年）
- はぐれ刑事純情派 第4シリーズ 第26話「連続レイプ魔!盗み撮りされた婦人警官」（1991年、テレビ朝日）
- HOTEL「姉さんミステリーです!? 奇妙な訪問者」（1993年、TBS / 近藤照男プロ）
- 実録 福田和子（2002年、フジテレビ系）

### 映画
- 悪魔が来りて笛を吹く（1979年） - 田村刑事
- 99%、いつも曇り（2023年）[15]

### 特撮
- 特救指令ソルブレイン 第22話「非情のファイヤー PART-II」（1992年、テレビ朝日 / 東映） - 藤波健三博士

### 舞台
- 東横劇場公演
  - 天守物語（1974・1975年） - 射手の武士〈山隅九平〉
  - 夢・桃中軒牛右衛門（1976年） - 毛沢東
- 絹布の法被 サンシャイン劇場（1995年） - 仙太郎
- 文学座アトリエ公演
  - おつげ（1979年） - アニ
  - シンガー（1994・1996年） - アーモンド
  - 金襴緞子の帯しめながら（1997年） - 男2
  - ベンゲット道路（2002年） - 第七の男
  - 戯曲 赤い月（2005年） - 池田〈森田家使用人〉、来々軒主人
- 三越劇場公演
  - かくて新年は（1982年） - 皎
  - 峠の雲（2000年） - 旅芸人の親方、丑蔵
- 東京芸術劇場中ホール「牛乳屋テヴィエ物語」（1998年） - ステパン
- 華岡青洲の妻 紀伊國屋サザンシアター（1998年） - 良庵
- 飛ぶ劇場「ロケット発射せり。」（2001年） - 客演
- グローバルシアター 和の輪公演ミュージカル「平家物語2002」（2002年） - 平清盛
- 第246回例会 地人会公演「はなれ瞽女おりん」（2003年）
- Bunkamuraシアターコクーン公演
  - 夏の夜の夢（1990年） - イージーアス
  - オイディプス王（2002年） - 神官、テーバイの長老たち
  - エレクトラ（2003年）
  - ひばり（2007年） - ボードリクール
  - カリギュラ（2007年）
  - NINAGAWAマクベス（2015年）
- 彩の国シェイクスピア・シリーズ公演
  - 第21弾 「冬物語」（2009年） - アンティゴナス
  - 第22弾 「ヘンリー六世」（2010年）
  - 第24弾 「アントニーとクレオパトラ」（2011年）
  - 第25弾 「シンベリン」（2012年） - 紳士2、亡霊
  - 第26弾 「トロイラスとクレシダ」（2012年）
  - 第27弾 「ヘンリー四世」（2013年）
  - 第29弾 「ジュリアス・シーザー」（2014年） - シセロー、レピダス、市民、兵士
  - 開館20周年記念「ロミオとジュリエット」（2014年）
  - 番外編 ニナガワ×シェイクスピア レジェンド第2弾「ハムレット」（2015年） - コーネリアス、重臣、司祭
- 青年座交流プロジェクト「欲望という名の電車」世田谷パブリックシアター（2011年）
- 攻殻機動隊ARISE：GHOST is ALIVE 東京芸術劇場プレイハウス（2015年） - 荒巻大輔
- 南青山マンダラ 岸田國士を読む・夏 リーディング・ライブ「夏の夜の岸田國士」（2017年）
- パルコ・プロデュース2022 舞台「桜文」（2022年9月5日 - 25日、PARCO劇場 / ほか大阪・愛知・長野公演）- 幇間 / 植吉親方[16]

## 出演（声優）
太字はメインキャラクター。

### テレビアニメ
1998年
- AWOL -Absent Without Leave-（補佐官）

2003年
- WOLF'S RAIN（バーテン1）

2004年
- 攻殻機動隊 STAND ALONE COMPLEX（ワン）

2005年
- ギャラリーフェイク（ケイン・オーブリー）
- CLUSTER EDGE（牧師）

2007年
- 東京魔人学園剣風帖 龖（新井龍山） - 2シリーズ

2008年
- CLANNAD 〜AFTER STORY〜（社員）
- モノクローム・ファクター（緋沼鬼童）

2009年
- CANAAN（頭山照雄）
- シャングリ・ラ（ジャンク屋）
- 東京マグニチュード8.0（警備員）
- 夏のあらし!（村田）
- Phantom 〜Requiem for the Phantom〜（老人）

2010年
- 銀魂（木天蓼（またたび）星の国王）
- COBRA THE ANIMATION（医師）
- 屍鬼（安森徳次郎）
- ストライクウィッチーズ2（艦長）

2011年
- サザエさん（江藤）
- ぬらりひょんの孫 千年魔京（凱郎太、ガイタロウ、ガイジロウ）
- フラクタル（ゲイル）

2012年
- 宇宙兄弟（田沼）
- TARI TARI（来夏のじいちゃん）
- ファイ・ブレイン 神のパズル（ピタゴラス伯爵）
- 名探偵コナン（2012年 - 2021年、男性、北村満、倉庫の警備員）

2013年
- PSYCHO-PASS サイコパス（書き込みの声）

2014年
- クレヨンしんちゃん（2014年 - 2023年、おじさん、洋食屋さん、老人A）
- クロスアンジュ 天使と竜の輪舞（マーメリア共和国書記長）
- ジョジョの奇妙な冒険 スターダストクルセイダース（医者）
- となりの関くん（店長）

2015年
- 牙狼〈GARO〉-炎の刻印-（侍従長）
- Classroom☆Crisis（老人）
- 攻殻機動隊 ARISE ALTERNATIVE ARCHITECTURE（荒巻大輔）

2016年
- ジョーカー・ゲーム（尋問官）
- 新あたしンち（顧問）

2017年
- ピアシェ〜私のイタリアン〜（帝莉煮座）
- スナックワールド（カルボナーラ、キノコ）
- いぬやしき（上司）

2018年
- レイトン ミステリー探偵社 〜カトリーのナゾトキファイル〜（2018年 - 2019年、ハリー・ギルモント、カニーラ星人）
- ドラえもん（テレビ朝日版第2期）（2018年 - 2025年、馬井屋の主人、おじいさん、爺さん、店主）
- ヤマノススメ シリーズ（2018年 - 2022年、店長） - 2シリーズ
- ちおちゃんの通学路（階段でタバコを吸うサラリーマン）
- バキ（ソコロフ）

2019年
- からくりサーカス（中山文十郎）
- 荒野のコトブキ飛行隊（マスター）
- 忍たま乱太郎（2019年 - 2022年、老人、貴族、忍者、事務のおじさん、殿）
- スター☆トゥインクルプリキュア（ドン・オクトー）
- 進撃の巨人（グロス）
- Z/X Code reunion（鬼神野一刀斎）

2020年
- 宝石商リチャード氏の謎鑑定（染野閑）
- もっと!まじめにふまじめ かいけつゾロリ（2020年 - 2022年、パグ氏、アルマ、村長） - 2シリーズ
- GREAT PRETENDER（ベテラン刑事）
- はなかっぱ （ひいおじいちゃん）
- ドラゴンクエスト ダイの大冒険 (2020)（2020年 - 2022年、ロモス王）
- ふしぎ駄菓子屋 銭天堂（サンタクロース）

2021年
- ピーチボーイリバーサイド（アルダレイク国王）
- うらみちお兄さん（局長）

2023年
- ポケットモンスター（2023年 - 2025年、ランドウ / マイティG）
- 暴食のベルセルク（アド爺さん）
- ニンジャラ（イブスキー）

2024年
- 君は冥土様。（お館様）

2025年
- Übel Blatt〜ユーベルブラット〜（代官）
- 凍牌〜裏レート麻雀闘牌録〜（金田）
- ユア・フォルマ（アバーエフ）

### 劇場アニメ
- ぼくの孫悟空（2003年、兜率天）
- ふるさと-JAPAN（2007年、志津の父）
- 宇宙ショーへようこそ（2010年、西村真彦）
- 攻殻機動隊ARISE -GHOST IN THE SHELL-（2013年、荒巻大輔[25]）
- 攻殻機動隊 新劇場版（2015年、荒巻大輔[26]）
- 牙狼〈GARO〉‐DIVINE FLAME‐（2016年、ゴンザレス）
- ちゃらんぽ島の冒険（2017年、おじぎヘビ）
- クレヨンしんちゃん もののけニンジャ珍風伝（2022年、侘田寂彦）
- BLUE GIANT（2023年）

### OVA
- 銀河英雄伝説 Die Neue These 星乱（2019年、地球教総大主教[27]）

### Webアニメ
- ケンガンアシュラ（2019年、河野秋男[28]）
- バキ（2020年、内海警視総監）
- スプリガン（2022年、マウザー博士）
- PLUTO（2023年、ラインハルト、老人、業者の老人）

### ゲーム
2004年
- 3年B組金八先生 伝説の教壇に立て!（クヌギ中学教頭）

2005年
- 3年B組金八先生 伝説の教壇に立て! 完全版（クヌギ中学教頭）

2007年
- 忌火起草
- ひぐらしのなく頃に 祭
- マブラヴ オルタネイティヴ トータル・イクリプス（海軍提督）

2008年
- 428 〜封鎖された渋谷で〜（頭山照雄）

2014年
- 朧村正（藩邸の近習、庄屋様） - DLC追加キャラクター

2015年
- アルカディアの蒼き巫女（国王ジグド）

2016年
- 逆転オセロニア（テンジョウ）
- 白猫テニス（ナオマサ）
- はがねオーケストラ（老当益壮アドル）

2018年
- D×2 真・女神転生 リベレーション（エインヘリャル）
- CARAVAN STORIES（エドアルト）

2019年
- SEKIRO: SHADOWS DIE TWICE（死なず半兵衛）

2020年
- グランブルーファンタジー（宝石王）

2021年
- ファミコン探偵倶楽部 消えた後継者（玄信）
- LOST JUDGMENT 裁かれざる記憶（セイレーンのマスター）

2022年
- タクティクスオウガ リボーン（バイアン・ローゼン・オーン）

2023年
- インフィニティ ストラッシュ ドラゴンクエスト ダイの大冒険（ロモス国王）
- 龍が如く7外伝 名を消した男（住職）

2024年
- ファイナルファンタジーVII リバース
- 百英雄伝 (ドラン）

### ドラマCD
- 十五少年漂流記〜二年間の夏休み〜（ナレーション）
- 超訳百人一首 うた恋い。（藤原俊成）
- やさしい竜の殺し方4（魔術師）

### BLCD
- 言ノ葉ノ花（増岡）
- 言ノ葉ノ花 短編集（老人）
- 世界が終わるまできみと（引越し屋）
- 花嫁は翡翠に奪われる（部長）

### 吹き替え

#### 担当俳優
エリック・アヴァリ
- NCIS 〜ネイビー犯罪捜査班（ウィリアム・ガマール）※Dlife版
- THE MENTALIST メンタリストの捜査ファイル5（ランス・ラインハルト）
- ライ・トゥ・ミー 嘘は真実を語る（コゼル医師）

マイケル・オニール
- S.W.A.T.（カール・ルカ〈ドミニクの父〉）
- ベイツ・モーテル〜サイコキラーの覚醒〜（ニック・フォード）
- VEGAS/ベガス（テッド・ベネット市長）
- ロマノフ家の末裔 〜それぞれの人生〜 第4話「秘密の重み」（ロン・ホプキンス）

#### 映画（吹き替え）
- アースブレイク（リチャードソン〈ロバート・パイン〉）
- 赤毛のアン アンの結婚（ドット）
- 赤ずきん
- アニマル・ハウス（ウォーマー学長〈ジョン・ヴァーノン〉）
- アルマゲドン2012（ベン〈ランディ・マルキー〉）
- インパクト2（バートレット・グレイフェザー）
- イン・グッド・カンパニー
- ウェイトレス 〜おいしい人生のつくりかた（オギー〈エディ・ジェイミソン〉）
- X-MEN:ファースト・ジェネレーション（CIA長官〈マット・クレイヴン〉）
- オズ はじまりの戦い（ティンカー親方〈ビル・コッブス〉[36]）
- 遅咲きのボク（ジェームズ・ニューマンズ〈J・K・シモンズ〉）
- 汚名（アレックス・セバスチャン〈クロード・レインズ〉）
- オリエント急行殺人事件（エルキュール・ポワロ〈アルバート・フィニー〉）※DVD追加録音
- オリバー・ツイスト（バンブル〈ハリー・シーコム〉）
- キャプテン・アメリカ:ブレイブ・ニュー・ワールド（インド首相〈ハーシュ・ネイヤー〉[37]）
- グラディエーターII 英雄を呼ぶ声（グラックス〈デレク・ジャコビ〉[38]）
- グレイヴ・エンカウンターズ
- クレイジー・ハート（ラルフィー〈ライル・アダムソン〉）
- 撃鉄2 -クリティカル・リミット-
- 紅海リゾート -奇跡の救出計画-（イーサン・レヴィン〈ベン・キングズレー〉）
- コイン強奪クラブ
- 最高の人生の見つけ方
- ザ・サバイバー 漂流者（モントローズ船長〈デヴィッド・イェランド〉）
- サンダーアーム/龍兄虎弟（教団長）※BD版
- サンダーバード
- ジェイン・オースティン 秘められた恋（オースティン牧師〈ジェームズ・クロムウェル〉）
- 地獄の捜査線（ダウニングFBI捜査官〈ジョー・スパーノ〉）
- シューター/無限射程（グラハム保安官〈ブルース・ボックスライトナー〉）
- 12人の怒れる男（陪審員10〈セルゲイ・アルツィバシェフ〉）
- ジョーカー:フォリ・ア・ドゥ（ファレル[39]）
- 世界でいちばんのイチゴミルクの作り方
- 戦争と平和（ニコラス・ロストフ伯爵（ナターシャの父））※ソフト版
- ソーシャル・ネットワーク（コックス〈バリー・リビングストン〉）
- ダークスカイズ（エドウィン・ホラード〈J・K・シモンズ〉）
- ターミナル（グプタ・ラハン〈クマール・パラーナ〉）※DVD版
- 007 カジノ・ロワイヤル（メンデル〈ルドガー・ピストール〉）
- 007 ドクター・ノオ（Q / ブースロイド少佐）※DVD新録版
- チリ33人 希望の軌跡（セバスティアン・ピニェラ大統領〈ボブ・ガントン〉）
- 沈黙のステルス（ペンドルトン司令長官〈ティム・ウッドワード〉）
- 沈黙の聖戦 ※テレビ東京版
- デイブは宇宙船（ホームレス）
- テキサス・チェーンソー
- デッドマン・ダウン（グレゴール〈F・マーリー・エイブラハム〉）
- トータル・ディザスター（ディミトリ・カンディンスキー〈ジェイ・ブレイズ〉）
- トマ＠トマ（保険屋〈アレクサンドル・ヴォン・シヴェール〉）
- トランスポーター（ソノビッチ博士）
- トリプルX（ニコライ〈ヴィーチェスラフ・ボホナー〉）※テレビ朝日版
- ドン・キホーテ（司祭）
- NERO ザ・ダーク・エンペラー（クラウディウス〈マッシモ・ダッポルト〉）
- 白鯨との闘い
- 裸足のギボン
- バッドサンタ（ボブ・チペスカ〈ジョン・リッター〉）
- ハロウィーンタウン3 カーニバルは大騒動
- ハングオーバー!! 史上最悪の二日酔い、国境を越える（フォーン〈ヘンリー・ウィンクラー〉）
- バンテージ・ポイント
- 美女と野獣（商人〈アンドレ・デュソリエ〉[40]）
- ヒューゴの不思議な発明（映画館の支配人〈アンガス・バーネット〉）
- ファイアー・ストーム（ケイレブの父〈ハリス・マルコム〉）
- ファンタスティック・フォー:銀河の危機（牧師）
- ベンジェンス -復讐の自省録-（英語版）（チャック〈ロバート・フォスター〉）
- ボアvsパイソン（ケント・ハンフリー〈ジェフ・ランク〉）
- ポセイドン/史上最悪の大転覆（ロナルド・エイガー〈アンドリュー・ブレント〉）
- ポリス・ストーリー/レジェンド（隊長〈ユー・ロングァン〉）
- ボン・ ボヤージュ〜家族旅行は大暴走〜（ベン〈アンドレ・デュソリエ〉）
- マンイーター
- 名探偵ティミー（フレデリック・クロッカス〈ウォーレス・ショーン〉）
- レジェンド・オブ・アロー（ウィル〈クリスピン・レッツ〉）※NHK版
- レディ・イン・ザ・ウォーター（ハリー・ファーバー〈ボブ・バラバン〉）
- ロビン・フッドの娘（ウィル〈クリスピン・レッツ〉）
- やさしい嘘（テンギズ〈テムール・カランダーゼ〉）

#### ドラマ
- アガサ・クリスティー 検察側の証人（チャールズ・カーター卿〈デヴィッド・ヘイグ〉[41]）
- アリー my Love シーズン3 #60 61
- アンドロメダ（エディ・アルドリッチ〈ウィリアム・カット〉）
- イ・サン（イ・フンソク〈キム・ジノ〉）
- ER緊急救命室 シーズン10・11（ブルックス〈ジョン・プロスキー〉）
- 倚天屠龍記（殷天正）
- WITHOUT A TRACE/FBI 失踪者を追え!シリーズ
  - シーズン1 #6（トンプキンズ）
  - シーズン2 #31（ビクター）
  - シーズン3（ルイスの父）
- 宇宙船レッド・ドワーフ号シーズン12（シャウル・テルフォード教授）
- NCIS 〜ネイビー犯罪捜査班 シーズン2（ロス・ウェッター）
- エイリアス シーズン1 #39
- エレメンタリー ホームズ&ワトソン in NY #8（エドガー〈ジョン・パンコウ〉）、 #18（フィリップ・アーミス・テッド）
- おまかせアレックス シーズン2 #24（ジョン）
- 華麗なるペテン師たち2 #5（オーナー）
- キャットファイト（トム・ファーガソン（スティーヴン・ジェヴェドン））
- キャッスル 〜ミステリー作家は事件がお好き（クラーク・マレー博士〈ロバート・ピカード〉）
- 宮廷女官チャングムの誓い
- 救命医ハンク セレブ診療ファイル（エディ・R・ローソン〈ヘンリー・ウィンクラー〉）
- クリミナル・マインド7 FBI行動分析課（アーノルド・ウィットコム）
- クリミナル・マインド8 FBI行動分析課（モンゴメリー・ヒューストン博士）
- クリミナル・マインド 特命捜査班レッドセル #6（ゲイリー）
- GRIMM/グリム（リナルド〈フルヴィオ・セセラ〉）
- グリーンリーフ（ヘンリー・マクレディ〈ビル・コッブス〉）
- 新・刑事コロンボシリーズ
  - 復讐を抱いて眠れ（デガルモ刑事〈リチャード・リール〉）
  - 奪われた旋律（デガルモ刑事〈リチャード・リール〉）
- 刑事フォイル #25
- ゲーム・オブ・スローンズ 第7章（イブローズ〈ジム・ブロードベント〉）
- ゴースト 〜天国からのささやき シーズン2 #5（アダム・ゴッドフリー）
- コールドケース4 #6
- コールドケース6 #2
- コールドケース7 ザ・ファイナル（シェルドン・パークス(現在)〈デイキン・マシューズ〉） #14、（チャーリー・グリーソン〈ピーター・ジェイソン〉）#19
- ザ・ユニット 米軍極秘部隊
- ザ・ホワイトハウス3
- 三国志 Three Kingdoms（劉璋）
- THE BLACKLIST/ブラックリスト シーズン5（ニコラス・T・ムーア〈ボブ・ガントン〉）
- 産婦人科医アダムの赤裸々日記（ロックハート先生〈アレックス・ジェニングス〉[42]）
- しあわせの処方箋
- CSI:科学捜査班シリーズ
  - シーズン4 #17（フランク・サミュエルズ〈デヴィッド・マルシアーノ〉）
  - シーズン7 #10, #16, #20, #24（アーニー・デル / アーネスト・エドワード・デル〈デイトン・キャリー〉）
  - シーズン12 #21（アート・ウェバー）
  - シーズン13 #2（ビンセント・デマーカス〈アリー・グロス〉）
  - シーズン15 #8（スタン・プロック）
- CSI:マイアミ #9（レイ・サントーヤ〈シャーン・エリオット〉）
- SHERLOCK（シャーロック）
- 私立探偵ヴァルグ（ヤコブ・ハムレ警部〈ビョルン・フローバルグ〉）
- スターゲイト SG-1（マズレイ評議員〈デイキン・マシューズ〉）
- スターゲイト アトランティス（テレンス・クレイマー〈マーシャル・ベル〉）
- スキャンダル2 託された秘密（サミュエル・レストン州知事〈トム・アマンデス〉）
- SCORPION/スコーピオン
- ターミネーター サラ・コナー・クロニクルズ（ドクター・シルバーマン〈ブルース・デイヴィソン〉）
- 大草原の小さな家（ハンソン〈カール・スウェンソン〉[43]）※NHK BSプレミアム版
- ダメージ（ハントリー（トム・ヌーナン））
- ダラス（ドルトリー、ハービィ〈ジョナサン・ゴールドスミス〉）
- チャームド 〜魔女3姉妹〜 シーズン3 #58
- チェオクの剣 #6
- ツイン・ピークス The Return（ブッシュネル・マリンズ〈ドン・マレー〉）
- ドクター・フー #14
- NUMBERS 天才数学者の事件ファイル シーズン5（ミッチ・ランフォード〈レイ・ワイズ〉）
- LEFTOVERS/残された世界 シーズン2 #5
- ノー・セカンドチャンス〜身代金の罠〜（シリル・テシエ〈イポリット・ジラルド〉）
- バーン・ノーティス 元スパイの逆襲（ヴァージル・ワトキンス〈クリス・エリス〉）
- 初恋
- プリズン・ブレイク シーズン2 #18（ブルース・ベネット）
- プライベート・プラクティス4（ランディ〈マイケル・ジェイス〉）
- フロンティア（ロード・ベントン卿〈アラン・アームストロング〉）※Netflix配信
- HEY!レイモンド
- ホワイトカラー #1（ハスキー刑務所長）
- ボードウォーク・エンパイア 欲望の街
- ホテル・バビロン（サロック〈アンソニー・オドネル〉）
- ホワイトチャペル2 終わりなき殺意
- ホット・ガールズ・ウォンテッド・オンライン・ラブ（ジム・パワーズ）
- マーベル・シネマティック・ユニバース
  - エージェント・カーター（Dr.イフチェンコ / ヨハン・フェンホフ〈ラルフ・ブラウン〉）
  - エージェント・オブ・シールド シーズン3（チャールズ・ヒントン）
  - マーベル インヒューマンズ（ジョージ・アッシュランド〈トム・ライト〉）
- ミステリー・グースバンプス（パパ、ブランケンシップ）
- ミディアム 霊能者アリソン・デュボア（ダニエル・ワトソン（サム・ロイド））
- ミス・マープル 復讐の女神（シェスター）※追加録音分
- ミッシング -サイキック捜査官- #9（マーティン・ニューマン〈キース・キャラダイン〉）
- THE MENTALIST メンタリストの捜査ファイル2 #16（スコット・プライス〈マット・マロイ〉）
- 名探偵ポワロ 青列車の秘密（コー警部）※NHK版
- 名探偵モンク（ボビー・ダベンポート（ナタリーの父親）〈マイケル・キャバノー〉）
- Major Crimes 〜重大犯罪課
  - シーズン2（マーク・エヴァンス監察官〈ポール・マクレーン〉）
  - シーズン4（スチュー・スローン〈ジョー・レガルブート〉）
- リゾーリ&アイルズ2（アーサー・ダンバー（ジョン・ディール））
- リミット・レス（ジョニー〈ダン・グリマルディ〉）
- ヤング・ポープ 美しき異端児（グティエレス〈ハビエル・カマラ〉）
  - ニュー・ポープ 悩める新教皇[44]
- ワンス・アポン・ア・タイム シーズン4 #15
- ワンデイ 家族のうた（レスリー・バーコウィッツ〈スティーヴン・トボロウスキー〉）※Netflix配信

#### アニメ
- アント&アードバーグ（アードバーグ）
- アイス・エイジ4/パイレーツ大冒険（ダンブ）
- アルジュンの大冒険 〜ドラゴンの戦士たち〜
- おさるのジョージ（ディンウッディ）
- カーズ2（クラビー）
- スター・ウォーズ:テイルズ・オブ・ジェダイ（ダゴネー）
- 長ぐつをはいたネコと9つの命（デルマー総督[45]）
- プレーンズ（レッドボトム）
- プレーンズ2/ファイアー&レスキュー（レッドボトム）
- 龍族 -The Blazing Dawn-（ユルゲン）
- LEGO スター・ウォーズ:ドロイド・テイルズ（ヨーダ）
- LEGO スター・ウォーズ:ヨーダ・クロニクル（ヨーダ）

#### テレビ番組
- ホテル・ヘル2 熱血!再生プロジェクト（フィリップ・ラヴィングフォス）

### ボイスオーバー
- アウシュビッツ「解放と復讐」（NHK、ドイツ軍捕虜 パヴェル・ステンキンの声）
- NHKスペシャル（NHK総合）
  - 「東京裁判」第1夜（2016年、ジョン・P・ヒギンズ判事（ウィリアム・ホープ）の声）
- 奇跡体験!アンビリバボー（フジテレビ）
- ドキュメンタリーWAVE「黄昏のニューヨーク 人生の幕引きをめぐる会話」（NHK-BS1）
- BS世界のドキュメンタリー（NHK BS1）
- 人類、月に立つ（NHK BS2）
  - 第2回「アポロ1号の悲劇」（1999年）
- シェフのテーブル（Netflix配信、アラン・パッサールの声）
- ドキュメンタリー・ドラマ「ニュルンベルク裁判」（オットー・オーレンドルフ中将 他）
- 地球ドラマチック（NHK総合）
  - 「集合! 世界のスーパー犬」（2004年）
  - 「ニューヨークはこうして生まれた」（2004年）
  - 「ストラディヴァリウス〜究極の音色を求めて〜」（2004年）
  - 「巨大いん石の衝突 〜そのとき人類は〜」（2004年）
  - 「ジェラート大好き!」（2006年）
  - 「ひとりぼっちのジョージ 〜ガラパゴスゾウガメの物語〜」（2006年）
  - 「探検!巨大化石が眠る地底湖」（2007年）
  - 「50年後の未来 〜世界の命運を握る新エネルギー開発〜」（2007年）
  - 「未来の世界 〜バーチャルな暮らしがやってくる〜」（2010年）
  - 「神話の舞台」を発掘した男 〜シュリーマンの愛したトロイ〜」（2010年）
  - 「地球外生命を探せ! 〜木星エウロパ探査計画〜」（2011年）
  - 「オーストラリア 巨大サメが襲われた!」（2013年）
  - 「“食”を科学する! 〜人はなぜ調理するのか〜」（2014年）
  - 「隕石の衝突を防げ」（2015年）
  - 「増殖中!アリ 大地を支配!毒針の脅威」（2015年）
  - 「マンモス研究前線!」（2016年）
- モーガン・フリーマン 時空を超えて（NHK Eテレ）

### モーションコミック
- 猫絵十兵衛 御伽草紙（2013年、奎安）

### その他コンテンツ
- VRPARKTOKYO ソロモン・カーペット（指輪の精の声）

## ディスコグラフィ

### キャラクターソング
| 発売日         | 商品名                                | 歌 | 楽曲 | 備考                                                        |
| -------------- | ------------------------------------- | --- | --- | ----------------------------------------------------------- |
| 2023年12月27日 | RVR〜ライジングボルテッカーズラップ〜 | リコ（鈴木みのり）、ロイ（寺崎裕香）、フリード（八代拓）、オリオ（佐倉綾音）、マードック（三宅健太）、モリー（真堂圭）、ランドウ（塾一久）、ぐるみん（青山吉能） | 「RVR〜ライジングボルテッカーズラップ〜」                                                                               | テレビアニメ『ポケットモンスター (2023)』エンディングテーマ |
| 2023年12月27日 | RVR〜ライジングボルテッカーズラップ〜 | リコ（鈴木みのり）、ロイ（寺崎裕香）、ランドウ（塾一久） | 「RVR〜ライジングボルテッカーズラップ〜 - ランドウVer.」 「RVR〜ライジングボルテッカーズラップ〜 - ランドウVer. PART2」 | テレビアニメ『ポケットモンスター (2023)』エンディングテーマ |

### シリーズ一覧
1. ↑  第3期『サードシーズン』（2018年）、第4期『Next Summit』（2022年）
2. ↑  第1シリーズ（2020年）、第3シリーズ（2022年）